# تامپون

نمایی از نحوه قرارگیری تامپون در بدن

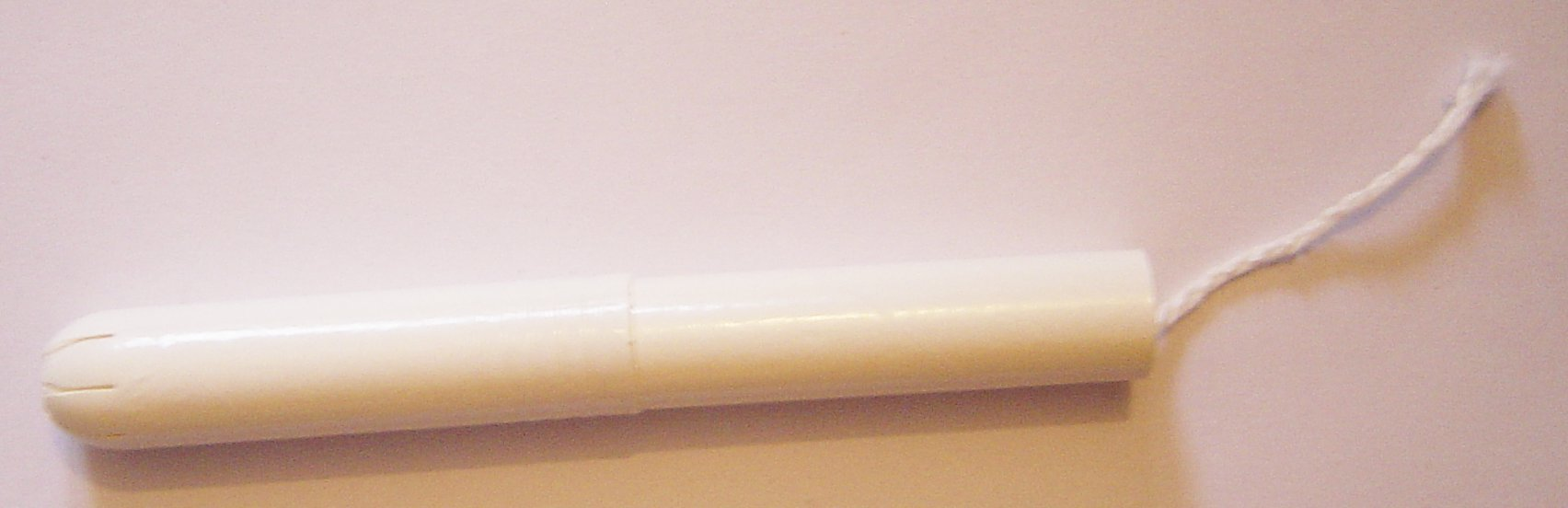
یک تامپون با فروکننده

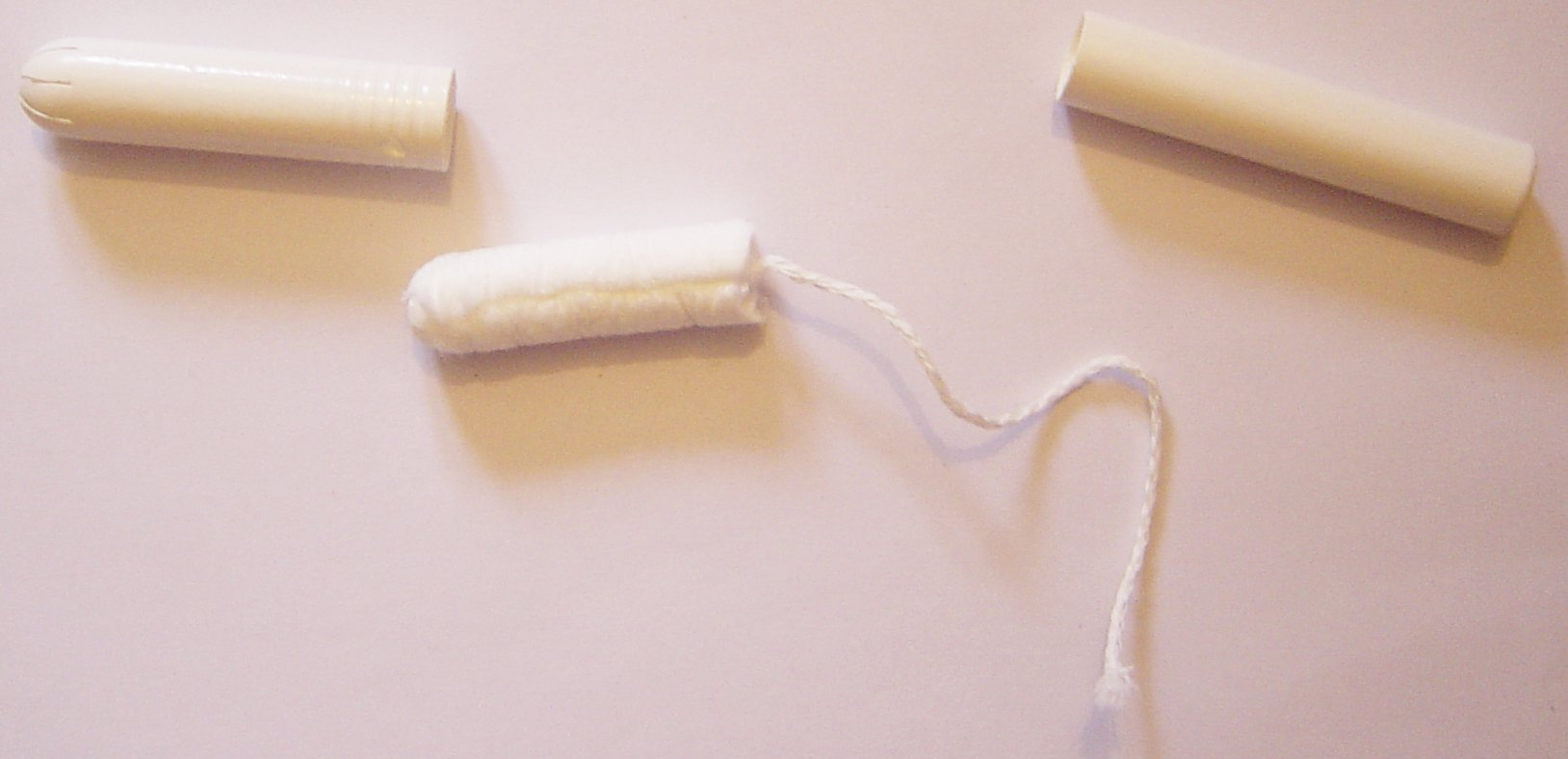
اجزای یک تامپون با فروکننده. چپ: لوله کلفت تر(penetrator). وسط: تامپون کتانی و نخ متصل به آن. راست: لوله نازکتر.

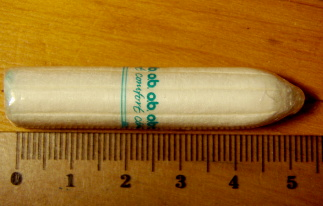
تامپون انگشتی. مقیاس خطکش سانتی‌متر است.

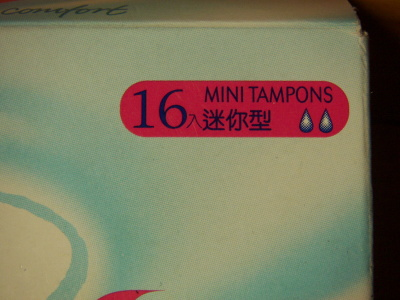
علامت ۲ قطره یعنی قابلیت جذب بین ۶ تا ۹ گرم خون است.

تامپون (به انگلیسی: Tampon) وسیله‌ای است کاربردی همانند نوار بهداشتی که زنان در زمان قاعدگی می‌توانند استفاده کنند. تامپون بر خلاف نوار بهداشتی که بیرون از فرج (آلت زنانه) قرار می‌گیرد؛ در داخل مهبل یا واژن فرو می‌رود و با جذب خون و افزایش حجم (مانند اسفنج) مانع بیرون آمدن خون از بدن می‌شود. جنس آن معمولاً از پنبه است و با استفاده از یک فروکننده (به انگلیسی: Applicator) در داخل مهبل قرار داده می‌شود. در انتهای آن نخی وجود دارد که برای بیرون کشیدن آن استفاده می‌شود.
تامپون انگشتی گونه‌ای تامپون است که بدون فروکننده فروخته می‌شود و با دست در محل خود قرار می‌گیرد.
تامپون یکی از وسایل بهداشتی است که بانوان در زمان خونریزی قاعدگی برای جلوگیری از ریختن خون به خارج از بدن و برای جلوگیری از آلوده شدن یا کثیف شدن لباس‌ها از آن استفاده می‌کنند. تامپون با روش جذب خون به درون بافت اسفنجی و حفظ آن به مدت چندین ساعت عمل می‌کند.

## انواع تامپون قاعدگی
- تامپون سایز کوچک، توانایی جذب خون تا حدود ۳ میلی‌ لیتر را دارد.
- تامپون سایز متوسط، حدود ۵ میلی لیتر خون را جذب خود می‌کند.
- تامپون سایز بزرگ، تا ۱۲ میلی لیتر خون را به خود جذب می‌کند.
- تامپون به هایمن (پرده بکارت) آسیب میرساند.[۳]

## تاریخچه
تامپون یا فروکننده و نخ انتهای آن در سال ۱۹۲۹ اختراع شد و در سال ۱۹۳۱ ارل هاس (به انگلیسی: Earle Haas) آن را ثبت کرد. تامپون‌هایی که بر اساس طرح ارل هاس ساخته شدند، در سال ۱۹۳۶ مورد استفاده قرار گرفتند.

## نشانگان حمله سمی
شواهد نشان می‌دهد تامپون‌ها با نشانگان حمله سمی (به انگلیسی: toxic shock syndrome - TSS) مرتبط هستند که به ندرت با عفونت‌های باکتریایی اتفاق می‌افتد.
عوامل افزایش خطر حمله سمی: استفاده مداوم یا طولانی مدت از تامپون‌ها (به ویژه انواع فوق جاذب) در دوره‌های قاعدگی، عفونت‌های استافیلوکوکی باعث افزایش خطر حمله سمی می‌شوند. 
پیشگیری از این نوع حمله: :
- تامپون‌ها را مرتب عوض کنید و در شب نوارهای بهداشتی را جایگزین آن‌ها کنید.
- از تامپون‌های فوق جاذب استفاده نکنید، از انواع نخی استفاده کنید.
- بیشتر در استخر یا در مهمانی‌ها استفاده از تامپون توصیه می‌شود.
- اگر شما دچار عفونت پوستی به ویژه نزدیک آلت تناسلی هستید، از تامپون استفاده نکنید.
- قبل از گذاشتن تامپون، دست‌ها را به دقت بشویید. استافیلوکوک‌ها معمولاً در دست وجود دارند.
- برای زخم‌های عفونی فوراً از پزشک کمک بخواهید.

عواقب مورد انتظار: بیشتر بیماران با تشخیص زودهنگام و درمان فوری در بیمارستان بهبود می‌یابند ولی برخی موارد کشنده هستند. کف دست و پا غالباً در حین بهبودی پوسته می‌دهد.
عوارض احتمالی حمله: شوک شدید، نارسایی کلیه، نارسایی احتقانی قلب، زجر تنفسی، ریختن مو و ناخن‌ها، عود شوک سمی و در موارد شدید، مرگ و میر که ممکن است ۱۵٪ باشد.
راه‌های تشخیص حمله: آزمون‌های تشخیصی می‌توانند شامل بررسی‌های آزمایشگاهی خون و کشت مخاط باشد.
بستری فوری در بیمارستان برای دریافت مایعات داخل وریدی تا آنتی‌بیوتیک‌ها تجویز شوند و کاهش مایعات و الکترولیت‌ها و کم‌آبی تصحیح شود و نیز مشکلات کلیوی یا قلبی حل شوند و در صورت نیاز حمایت تنفسی مکانیکی به عمل آید. تامپون‌ها، دیافراگم‌ها یا سایر اجسام خارجی فوراً برداشته می‌شوند.